# Runaround Sue
"Runaround Sue" is een popnummer waarmee zanger Dion in 1961 een nummer 1-hit scoorde. In de 500 beste nummers aller tijden van tijdschrift Rolling Stone staat dit singletje op plaats 342. Het nummer gaat over een meisje, Sue, dat ontrouw is geweest aan haar vriend. De zanger waarschuwt mannen voor haar.

## Covers
- "Runaround Sue" werd door Leif Garrett gecoverd in 1978.
- In 1980 werd dit nummer gecoverd door de Engelse groep Racey.
- Gary Glitter coverde "Runaround Sue" op zijn album C'mon... C'mon The Gary Glitter Party Album uit 1997.
- In 2002 werd de melodie van dit nummer gebruikt door De Sjonnies voor hun single "Zwemmen Zonder Slip (hip hip)".